# Isle aux Herbes
Die Isle aux Herbes (deutsch: „Kräuterinsel“), auch Coffee Island, ist eine in Nord-Süd-Richtung bis vier Kilometer lange und maximal 500 Meter breite Insel im Golf von Mexiko beziehungsweise dem Mississippi Sound vor der Küste des US-Bundesstaates Alabama.
Die Insel liegt keine zwei Kilometer vor der Golfküste und dem Ort Bayou La Batre. Je nach Windrichtung, Windstärke und Höhe des Tidenhubs kann sie vollständig unter Wasser liegen. Noch kaum mehr als zwei Wochen vor Ankunft der durch den Untergang der Deepwater-Horizon-Plattform verursachten Ölpest wurde im April 2010 versucht, der fortschreitenden Erosion durch Sandaufschüttungen und andere Maßnahmen zu begegnen, die vor allem dem Küstenschutz dienen sollten.